# La Quetzería
La Quetzería är en ort i Mexiko.   Den ligger i kommunen Huetamo och delstaten Michoacán de Ocampo, i den södra delen av landet, 250 km väster om huvudstaden Mexico City. La Quetzería ligger 193 meter över havet och antalet invånare är 496.
Terrängen runt La Quetzería är huvudsakligen kuperad. La Quetzería ligger nere i en dal. Runt La Quetzería är det ganska glesbefolkat, med 23 invånare per kvadratkilometer. La Quetzería är det största samhället i trakten. I omgivningarna runt La Quetzería växer huvudsakligen savannskog.